# Rato (métro de Lisbonne)
Pour les articles homonymes, voir Rato.
Rato est une station du métro de Lisbonne sur la ligne jaune.